# Ponts (Catalogne)
Pour les articles homonymes, voir Ponts.
Ponts est une commune de la province de Lleida, en Catalogne, en Espagne, de la comarque de Noguera.

## Histoire
Hugues Roger III de Pallars Sobirà fut également baron de Ponts de 1478 à 1487.